# Condado de Skarżysko
Condado de Skarżysko (em polonês: powiat skarżyski) é um powiat (condado) da Polônia, na voivodia de Santa Cruz. A sede do condado é a cidade de Skarżysko-Kamienna. Estende-se por uma área de 395,30 km², com 80 024 habitantes, segundo o censo de 2006, com uma densidade de 202,44 hab/km².

## Divisões admistrativas
O condado possui:
Comuna urbana: Skarżysko-Kamienna
Comuna urbana-rural: Suchedniów
Comunas rurais: Bliżyn, Łączna, Skarżysko Kościelne
Cidades: Skarżysko-Kamienna, Suchedniów

## Demografia
População (dados de 30 de Junho de 2006):
|          | Total   | Total | Mulheres | Mulheres | Homens  | Homens |
| -------- | ------- | ----- | -------- | -------- | ------- | ------ |
|          | pessoas | %     | pessoas  | %        | pessoas | %      |
| Total    | 80 024  | 100   | 41 567   | 51,9     | 38 457  | 48,1   |
| Cidades  | 58 042  | 100   | 30 371   | 52,3     | 27 671  | 47,7   |
| Povoados | 21 982  | 100   | 11 196   | 50,9     | 10 786  | 49,1   |